# ZBTB17
ZBTB17‏ (Zinc finger and BTB domain containing 17) هوَ بروتين يُشَفر بواسطة جين ZBTB17 في الإنسان.